# Théâtre syrien
Le théâtre syrien tient une certaine place dans la culture syrienne. Abou Khalil al-Qabbani est considéré comme le « père » du théâtre syrien.

## Histoire
Comme l'a relevé Atia Abul Naga :

« D'après Muhammad Kurd Alî et al-Jundî, Qabbânî aurait joué sa première pièce en 1865. Mais si cela était exact, le wâlî Subhî Pacha n'aurait pas recouru, en 1871, à un Libanais pour entraîner les Syriens à jouer Iskandar al-Maqdûni. »

C'était pour contrer le succès du théâtre d'ombres en Syrie — qu'il jugeait avoir une mauvaise influence sur la population — que Midhat Pacha, alors gouverneur de Syrie, créa en 1879 le théâtre de Damas.